# Контроль качества мРНК
Контро́ль ка́чества мРНК (англ. mRNA surveillance) — совокупность молекулярных механизмов, обеспечивающих отбраковывание дефектных мРНК и не допускающих их трансляцию. Механизмы контроля качества мРНК действуют на разных этапах биогенеза мРНК. Как правило, они приводят к тому, что дефектные мРНК оказываются помеченными специфическим образом и благодаря этому распознаются ферментами-нуклеазами, разрушающими их.
Механизмы контроля качества мРНК описаны у бактерий и эукариот, причём у последних они протекают как в ядре, так и в цитоплазме. Результатом работы этих механизмов в ядре является разрушение дефектных транскриптов, не допускающее их перемещение в цитоплазму. В цитоплазме транскрипты проверяются на наличие преждевременных стоп-кодонов.
В клетках эукариот описаны три механизма контроля качества мРНК: нонсенс-опосредованный распад (англ. nonsense-mediated decay, NMD), nonstop-деградация и no-go-деградация.

## Нонсенс-опосредованный распад

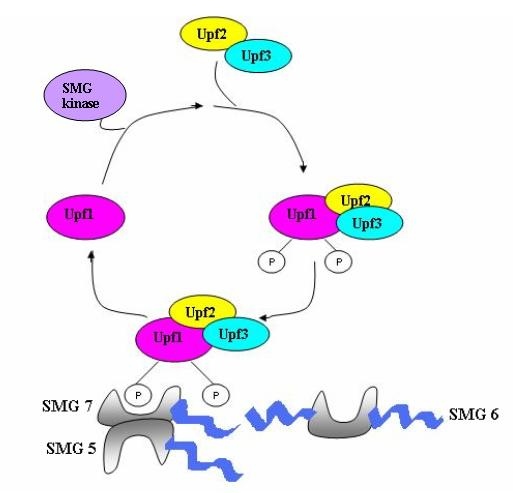
UPF1 — консервативная хеликаза, которая фосфорилируется в ходе NMD протеинкиназой SMG1. Для этого процесса необходимы UPF2 и UPF3. Дефосфорилирование UPF1 катализируется белками SMG5, SMG6 и SMG7

Нонсенс-опосредованный распад (NMD) направлен на выявление и разрушение мРНК, содержащих преждевременные стоп-кодоны. Преждевременные стоп-кодоны могут появляться из-за мутаций в клетках зародышевой линии и соматических клетках, ошибках в транскрипции или посттранскрипционном процессинге мРНК. Если такие мРНК не будут разрушаться, с них будут синтезированы усечённые белки, которые могут быть вредоносными для клетки. Преждевременные стоп-кодоны задействованы в развитии примерно 30 % наследственных заболеваний. Таким образом, NMD играет важную роль в жизнедеятельности организма.
У дрожжей Saccharomyces cerevisiae и нематоды Caenorhabditis elegans в качестве необходимых транс-действующих факторов NMD функционируют три белка smg (smg1—7) и три белка UPF (Upf1—3). Соответствующие гены имеются и у плодовой мушки Drosophila melanogaster, и у млекопитающих, и их белковые продукты также участвуют в NMD. В целом, у всех эукариот имеются белковые комплексы, задействованные в NMD: UPF1/SMG-2, UPF2/SMG-3 и UPF3/SMG-4. Однако их роли в NMD являются предметов споров. Неясно также, какие именно взаимодействия между этими белками происходят в действительности. 
Было показано, что некоторые мРНК, содержащие преждевременные стоп-кодоны, не подвергаются NMD. Как правило, в таких мРНК преждевременный стоп-кодон располагается в самом начале открытой рамки считывания. Например, мРНК β-глобулина содержит преждевременный стоп-кодон в самом начале первого экзона и при этом не подвергается NMD. Детали механизма, позволяющего таким мРНК избежать разрушения, неизвестны. Было высказано предположение, что в нём задействован поли(А)-связывающий белок (PABP).

### У млекопитающих

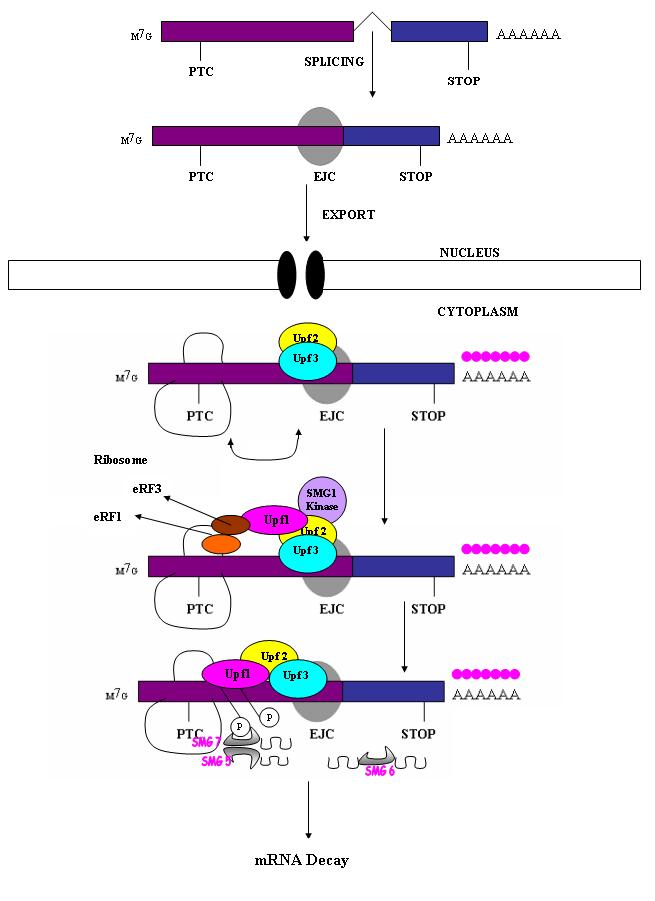
В NMD у млекопитающих участвуют соединения экзонов, которые маркированы комплексами сращивания экзонов (EJC)

Было показано, что у млекопитающих для запуска разрушения мРНК важны нуклеотиды, расположенные на 50—54 и более нуклеотидов выше последнего места соединения двух экзонов. Нуклеотиды, расположенные ниже этой точки, никакого значения для NMD не имеют. Таким образом, преждевременные стоп-кодоны располагаются на 50—54 нуклеотида выше, чем последняя граница двух экзонов, а нормальные стоп-кодоны находятся в концевых экзонах. Границы между экзонами отмечают белковые комплексы сращивания экзонов (англ. Exon junction complexes, EJCs). EJC — это многобелковый комплекс, который собирается на транскрипте в ходе сплайсинга на 20—24 нуклеотида выше сайта сплайсинга. Именно благодаря EJC можно отличить преждевременные стоп-кодоны от нормальных. Распознавание преждевременных стоп-кодонов зависит от определения границ между экзонов, поэтому в NMD у млекопитающих задействована сплайсосома. Путь NMD не запускается дефектными транскриптами, считанными с генов, которые не содержат интронов, такие как ген гистона H4, Hsp70 и мелакортин-4-рецептора. 
В норме комплексы EJC находятся после стоп-кодонов. По мере продвижения рибосомы по мРНК она вытесняет комплексы EJC. Когда рибосома доходит до преждевременного стоп-кодона, факторы трансляции eRF1 и eRF3 связываются с невытесненными комплексами EJC, образуя многобелковый мостик. UPF1 взаимодействует с UPF2/UPF3 оставшегося EJC, запуская разрушение мРНК эндогенными нуклеазами.

### У беспозвоночных

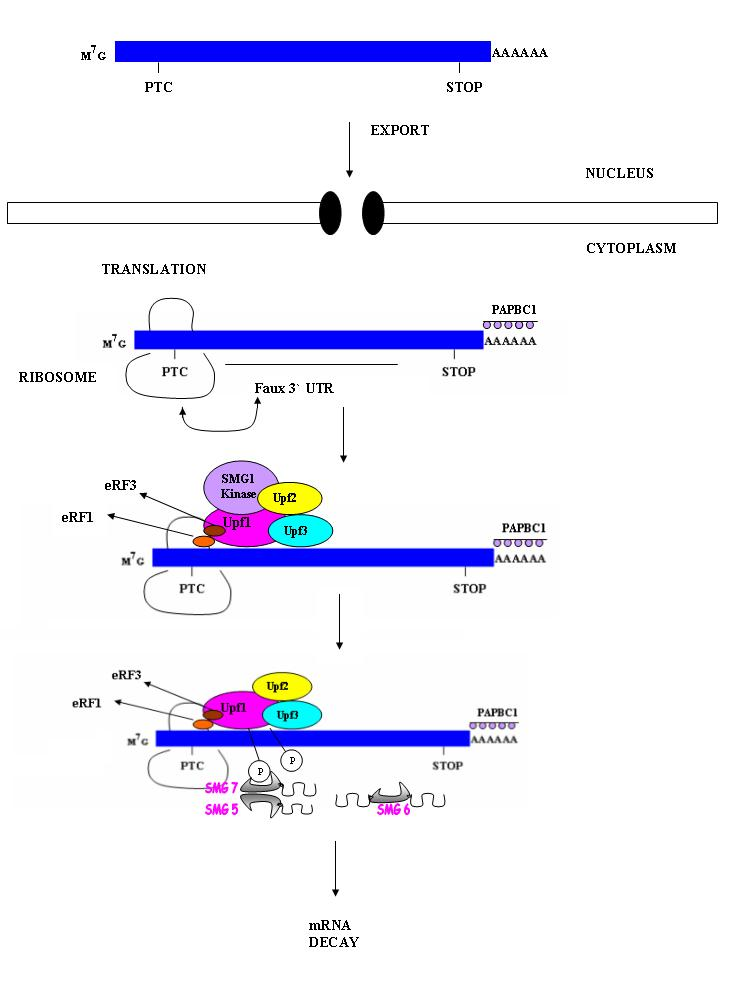
NMD у беспозвоночных, возможно, основан на различиях в 3'-концевых областях нормальных мРНК и мРНК с преждевременными стоп-кодонами.

У таких организмов, как S. cerevisiae, D. melanogaster и C. elegans, распознавание стоп-кодонов не связано с границами между экзонами, и у них NMD не связан со сплайсингом. По этой причине NMD беспозвоночных не требует участия EJC. Предложено несколько возможных механизмов, позволяющих отличить нормальные стоп-кодоны от преждевременных в клетках беспозвоночных. Согласно одной гипотезе, у них имеется некие последовательности, располагающиеся после преждевременных стоп-кодонов и функционирующие подобно EJC. Вторая модель предполагает, что позиционную информацию, необходимую для различения нормальных и преждевременных стоп-кодонов, могут обеспечивать такие широко распространённые элементы мРНК, как 3'-концевой поли(А)-хвост. Согласно ещё одной модели, 3'-концевые участки, расположенные после нормальных и после преждевременных стоп-кодонов, различаются, например, по связанным с ними белкам. Впрочем, ни одну из этих гипотез пока не удалось подтвердить экспериментально.

### У растений
У растений имеется два механизма распознавания преждевременных стоп-кодонов: первый связан с расстоянием до EJC, как у позвоночных, а второй опирается на расстояние от стоп-кодона до поли(А)-хвоста. У растений по пути NMD разрушаются мРНК, 3'-нетранслируемая область которых длиннее 300 нуклеотидов, поэтому у растений мРНК с длинными 3'-нетранслируемыми областями встречаются гораздо реже, чем у позвоночных.

## Nonstop-деградация

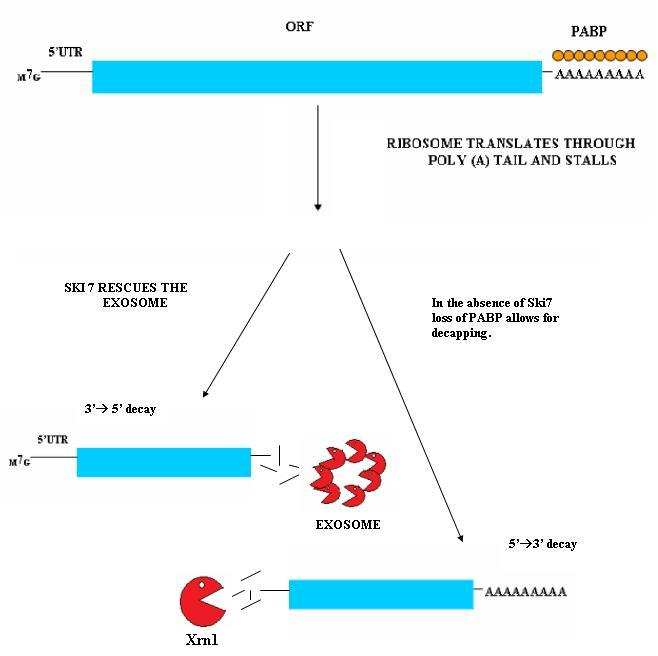
Nonstop-деградация. В отсутствие стоп-кодона рибосома «зависает» на мРНК; её высвобождение может происходить при участии белка Ski7 или без него

Nonstop-деградация (англ. nonstop mediated decay, NSD) направлена на узнавание и разрушение транскриптов, лишённых стоп-кодонов. Такие мРНК могут появиться в результате преждевременного 3'-полиаденилирования, при котором сигналы полиаденилирования находятся в кодирующей области транскрипта. Рибосома, связывающаяся с такими мРНК, осуществляет их трансляцию, пока на она не дойдёт до поли(А)-хвоста, на котором «зависает», и не может диссоциировать от мРНК. Если не избавляться от мРНК без стоп-кодонов, то многие рибосомы будут неспособны транслировать нормальные мРНК, будучи связанными с дефектными транскриптами. Nonstop-деградация высвобождает «зависшие» рибосомы и отправляет мРНК без стоп-кодона на деградацию нуклеазами. Nonstop-деградация протекает по двум основным механизмам, которые, вероятно, действуют совместно.

### Путь Ski7
Белок Ski7, как предполагается, может связываться с пустым А-сайтом рибосомы и тем самым помогает «зависшим» рибосомам освободиться от транскрипта без стоп-кодона. После диссоциации рибосомы Ski7 остаётся связанным с дефектным транскриптом, и именно в таком виде транскрипт разрушается цитозольными экзосомами. Комплекс экзосомы с Ski7 быстро деаденилирует мРНК, и далее экзосома разрушает транскрипт в направлении от 3'-конца к 5'-концу. 

### Путь, независимый от Ski7
Второй путь NSD был впервые описан у дрожжей. В отсутствие Ski7 поли(А)-связывающие белки (PABP) диссоциируют от поли(А)-хвоста. Из-за диссоциации белков PABP с транскрипта удаляется защитный 5'-концевой кэп, и транскрипт быстро разрушается эндогенными экзонуклеазами, например, XrnI, направлении от 5'-конца к 3'-концу.

## No-go-деградация

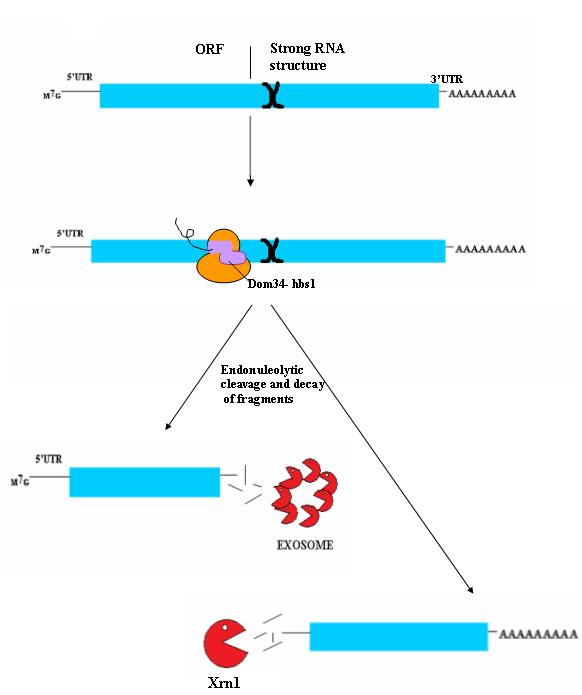
No-Go-деградация

No-go-деградация (англ. No-Go decay, NGD) была описана последней из известных на данный момент механизмов контроля качества мРНК, и её механизм ещё не выяснен до конца. Точно неизвестно, какие мРНК являются мишенями NGD, однако предполагается, что это мРНК, на которых в ходе трансляции рибосома «зависла». Это может быть обусловлено вторичной структурой, элементы которой могут физически препятствовать продвижению рибосомы. Комплекс Dom34/Hbs1, вероятно, связывается с мРНК неподалёку от А-сайта «зависшей» рибосомы и помогает ей покинуть транскрипт. В некоторых случаях в транскрипт вносится разрез рядом с тем местом, на котором «зависла» рибосома, однако вносящие этот разрез эндонуклеазы не идентифицированы. Фрагменты транскрипта далее окончательно разрушаются экзосомами в направлении от 3'-конца к 5'-концу или экзонуклеазой Xrn1 в обратном направлении. Не известно, каким именно образом Dom34/Hbs1 способствует диссоциации «зависшей» рибосомы, однако известно, что белок Hbs1 родственен белку Ski7, который выполняет аналогичную роль в nonstop-деградации. 

## Эволюция

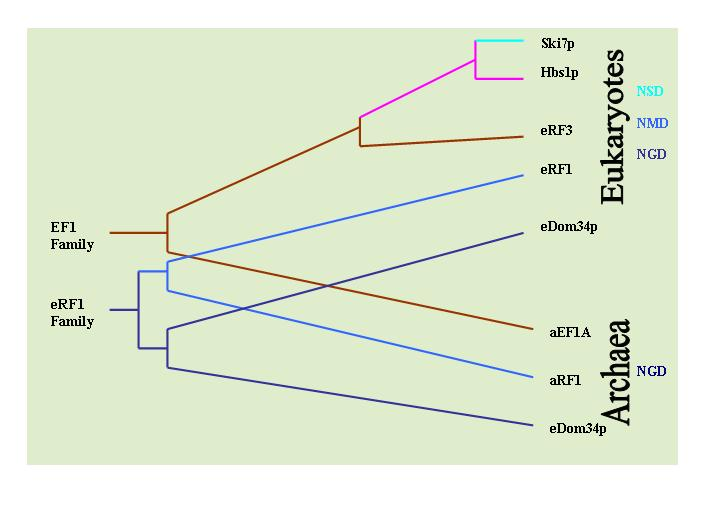
Вероятный путь эволюции механизмов контроля качества мРНК

Прослеживая консервативность ключевых белков каждого из механизмов контроля качества мРНК, можно восстановить эволюционную историю этих механизмов. Под ключевыми белками понимаются Dom34/Hbs1 в NGD, Ski7 в NSD и eRF в NMD. С помощью BLAST было определено наличие этих белков в разных группах организмов. Оказалось, что Hbs1 (NGD) и eRF3 (NMD) выявляются только у эукариот, а Dom34 (NGD) есть у эукариот и архей. В связи с этим NGD, вероятно, был первым механизмом контроля качества мРНК. Белок Ski7 (NSD) обнаруживается только у дрожжей, поэтому NSD, по всей видимости, появился последним из трёх механизмов. Таким образом, NMD появился вторым из них. 